# Реканати
Реканати (итал. Recanati) — коммуна в Италии, располагается в регионе Марке, в провинции Мачерата.
Население составляет 21 518 человек (2008 г.), плотность населения составляет 211 чел./км². Занимает площадь 102 км². Почтовый индекс — 62019. Телефонный код — 071.
Покровителями коммуны считаются свв. Вит и Флавиан, празднование 15 июня.

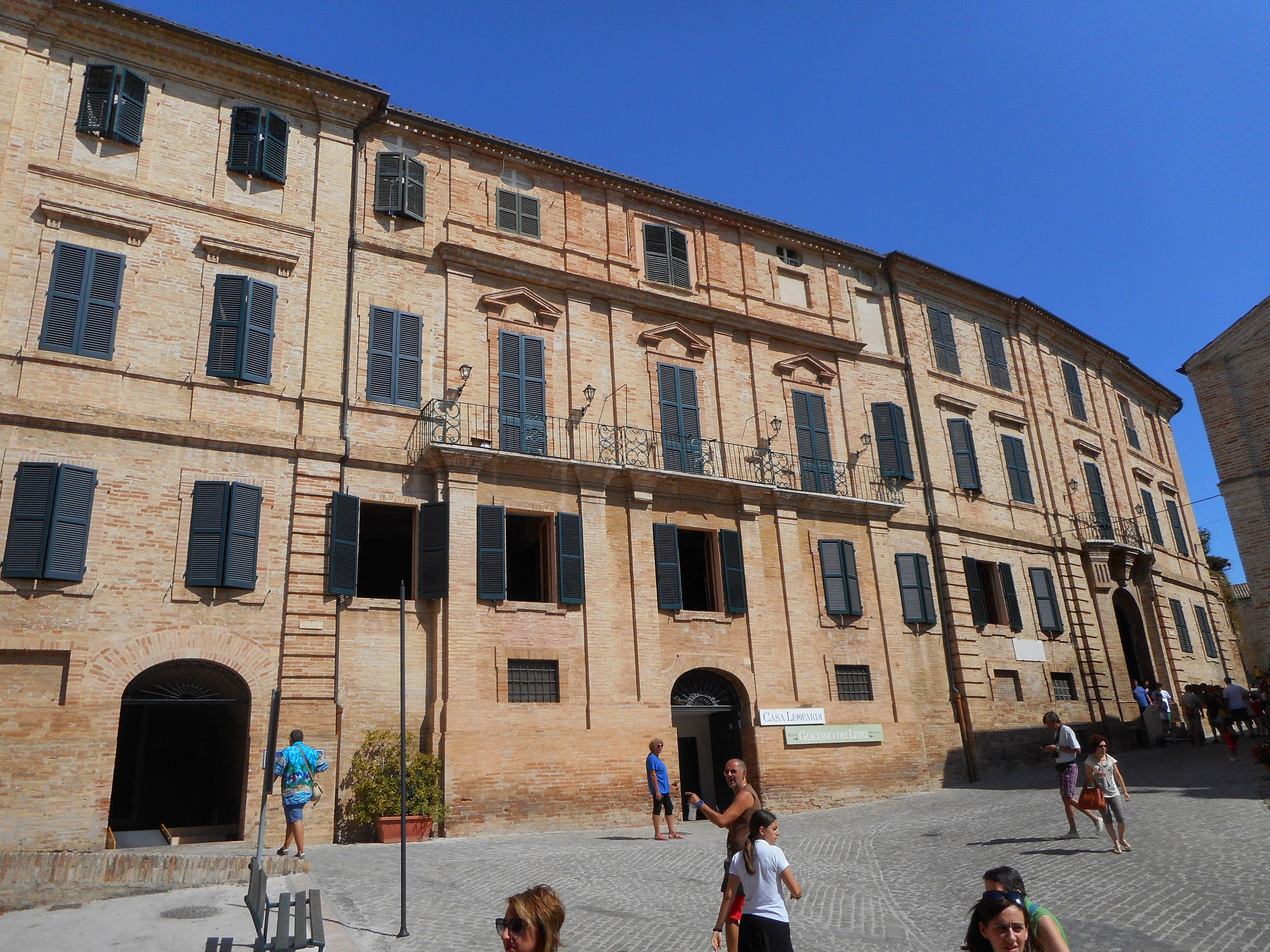
Leopardi’s palace

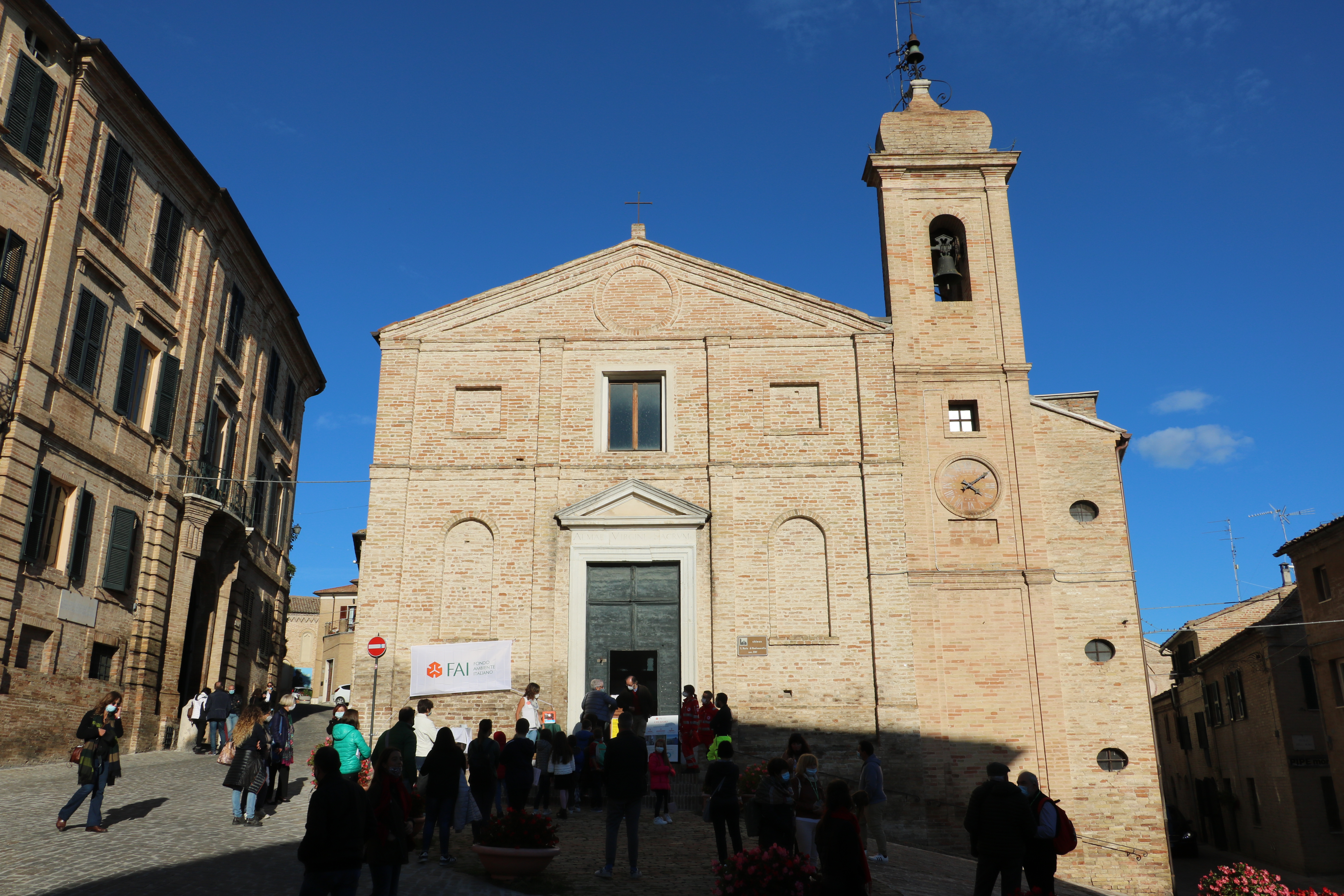
Santa Maria di Montemorello

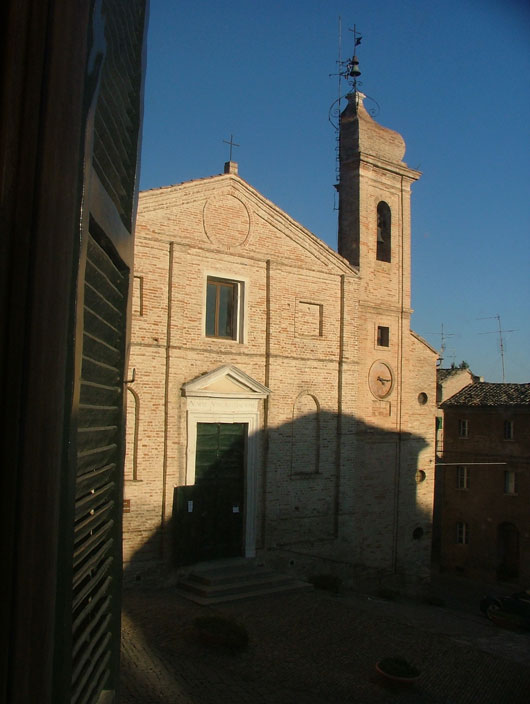
Santa Maria di Montemorello

Родина поэта Джакомо Леопарди и оперного певца Беньямино Джильи.

## Демография
Динамика населения:

## Администрация коммуны
- Официальный сайт: http://www.comune.recanati.mc.it/